# Ptyngidricerus pakistanensis
Ptyngidricerus pakistanensis är en insektsart som beskrevs av Abrahám och Mészáros 2002. Ptyngidricerus pakistanensis ingår i släktet Ptyngidricerus och familjen fjärilsländor. Inga underarter finns listade i Catalogue of Life.